# Ferrari 340 America

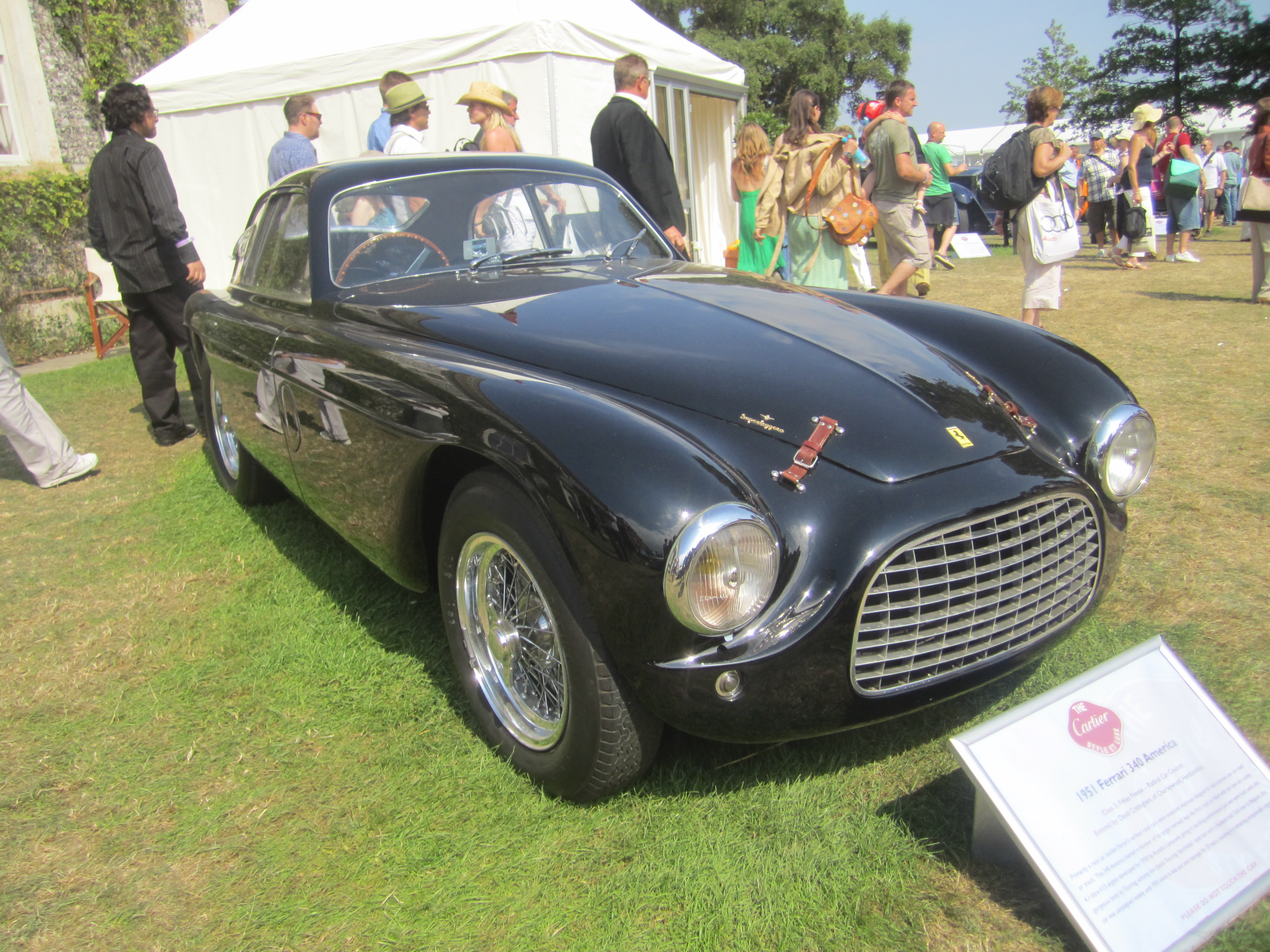
Ferrari 340 America Berlinetta

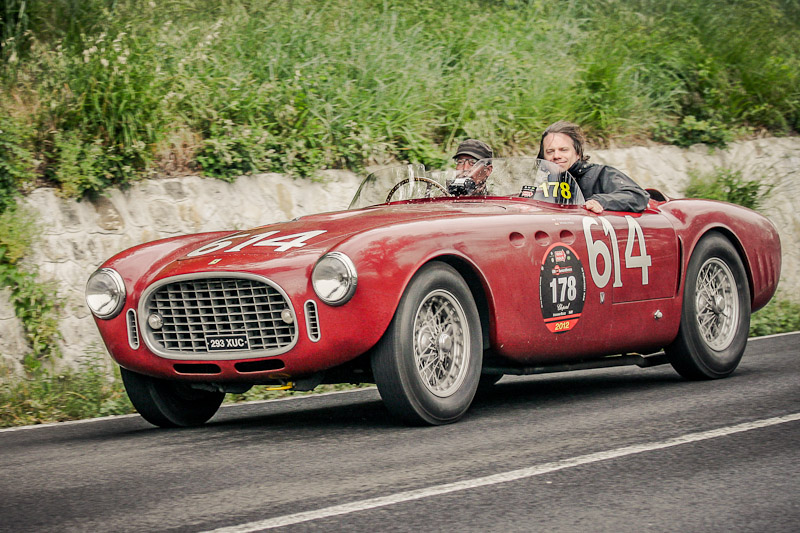
Ferrari 340 America Spider Vignale

Der Ferrari 340 America ist ein Sportwagen, den Ferrari 1951 entwickelte. Ursprünglich als Straßenfahrzeug konzipiert, kam dieses Ferrari-Modell auch als Rennsportwagen der Scuderia Ferrari zum Einsatz. Er begründete die Ferrari-„America“-Linie.

## Entwicklungsgeschichte und Technik
Im Unterschied zu Mitbewerbern fertigte Ferrari in den 1950er-Jahren Sport- und Rennsportwagen in großer Modellvielfalt. Allerdings blieben die Stückzahlen der einzelnen Modelle immer gering, was vor allem an den fehlenden strukturellen und finanziellen Ressourcen lag. In der Gegenwart führt diese Verkürzung an Fahrzeugmengen zu Höchstpreisen bei Auktionen und Fahrzeugverkäufen. 1950 konstruierten die Ferrari-Techniker das erste Modell, das einen Bezug zum US-amerikanischen Automobilmarkt bekam. Beeinflusst wurde die Typenbezeichnung „America“ auch von Luigi Chinetti. Chinetti war in den 1920- und 1930er-Jahren ein erfolgreicher Rennfahrer; unter anderem hatte er 1932 und 1934 das 24-Stunden-Rennen von Le Mans gewonnen und schaffte beim ersten Rennen in Le Mans nach dem Ende des Zweiten Weltkriegs den ersten Sieg für ein Ferrari-Modell bei dieser Veranstaltung. Sein Partner auf einem Ferrari 166MM war der britische Lord Selsdon. Während des Krieges war Chinetti in die USA ausgewandert und wurde US-amerikanischer Staatsbürger. Eng mit Enzo Ferrari befreundet baute er Anfang der 1950er-Jahre das erste Ferrari-Händlernetz in den USA auf.
Der 340 America hatte einen Lampredi-4,1-Liter-V12-Motor (Bohrung × Hub: 70 × 68 mm), Das Aggregat leistete mit drei Weber-40DCF-Doppelvergasern und 8 : 1 verdichtet 220 PS (160 kW) bei 6000/min. Späte Exemplare erhielten statt der Nass- eine Trockensumpfschmierung. Ansonsten entsprach die Technik mit Kastenrahmen, vorderen Doppeldreieckslenkern, einer hinteren Starrachse und Trommelbremsen rundum den anderen zeitgenössischen Ferrari-Modellen.
Vom 340 America entstanden auf dem kurzen Radstand von 2420 mm 1951 insgesamt 5 Coupés mit Ghia-Karosserie, 7 Barchette und zwei Coupés von Touring sowie 5 Coupés, 5 Spider und ein Cabriolet bei Vignale (nach Entwürfen von Giovanni Michelotti), insgesamt 25 Exemplare.
Eine Abwandlung des 340 America war der ab 1952 gebaute Ferrari 342 America, der als Luxusmodell konzipiert war. Nachfolger des 340 America war der 375 America mit einem auf 4,5 Liter Hubraum vergrößerten Lampredi-Motor.

## Renneinsätze und -erfolge
Der 340 America kam zwischen 1951 und 1958 insgesamt bei 84 Rennveranstaltungen zum Einsatz. Von unterschiedlichen Rennteams gemeldet feierte der Rennwagentyp 15 Gesamtsiege.
1951 wurde der 340 America einerseits von der Werksmannschaft eingesetzt und andererseits an vermögende private Rennstallbesitzer ausgeliefert. So erhielt Vittorio Marzotto das Fahrzeug mit der Fahrgestellnummer 0030MT für die Scuderia Marzotto, die er gemeinsam mit seinen Brüdern Gianni, Paolo Marzotto und Umberto führte. Nach einem Ausfall von Giovanni Bracco beim Giro di Sicilia 1951 gab es bei der Mille Miglia den Gesamtsieg von Luigi Villoresi im Fahrgestell 0082A. Die beiden weiteren Scuderia-340-America fielen durch Unfälle ebenso aus wie der Marzotto-Wagen. In einem 340 America (Fahrgestell 0116A) endete die Karriere von Dorino Serafini, der bei der Mille Miglia schwer verunglückte und seine Karriere beenden musste.
Beim 24-Stunden-Rennen von Le Mans waren vier 340 America gemeldet; nur einer kam ins Ziel und in die Wertung. Luigi Chinetti wurde gemeinsam mit Jean Lucas Achter. 1951 folgten zwei weitere Erfolge bei Sportwagenrennen. Luigi Villoresi siegte beim Sportwagenrennen Senigallia und Bill Spear bei einem nationalen Sportwagenrennen in den Vereinigten Staaten.
Ab 1952 ging die ursprüngliche Idee von Luigi Chinetti, ein Ferrari-Modell für die nordamerikanische Sportwagenszene zu bauen, auf und sorgte für Publizität der jungen Sportwagenmarke. Fahrer wie Jim Kimberly, Bill Spear, Jack McAfee und Ed Lunken feierten bis Mitte der 1950er-Jahre Erfolge mit dem 340 America.
Beim 24-Stunden-Rennen von Le Mans 1952 gab es einen fünften Gesamtrang durch André Simon und Lucien Vincent sowie zweite Endränge bei der Coppa d’Oro delle Dolomiti (Paolo Marzotto) und dem Sportwagenrennen Senigallia (Piero Scotti). Zum letzten Mal in einem Rennen gefahren wurde ein 340 America 1958 beim Großen Preis von Angola von dem Belgier Yves Tassin, der im Rennen ausfiel.